# رابرت مکر
رابرت (راب) نایجل پال مَکِر (انگلیسی: Robert Macaire؛ زادهٔ ۱۹ فوریهٔ ۱۹۶۶) دیپلمات، سیاستمدار و مدیر اجرایی اهل بریتانیا است. او به‌عنوان سفیر بریتانیا در ایران طی سال های (۲۰۱۸ تا ۲۰۲۱) فعالیت می‌کرد. او در سال ۱۹۸۷ به استخدام وزارت دفاع بریتانیا درآمد.
وی فعالیت شغلی را از سال ۱۹۸۷ در وزارت دفاع بریتانیا آغاز کرد و در ۱۹۹۰ به وزارت امور خارجه بریتانیا منتقل شد. او سابقه تصدی سمت سفیر در کنیا، مدیر کلی امور کنسولی وزارت امور خارجه بریتانیا، ریاست اداره سیاست‌گذاری ضد تروریسم و دبیر اولی سفارت انگلیس در واشینگتن، دی.سی. را بر عهده داشته‌است. مکر پیش‌تر مدیر ریسک سیاسی در گروه بی‌جی بود و در مارس ۲۰۱۸ به عنوان سفیر بریتانیا در تهران منصوب شد.
در شامگاه ۲۱ دی ماه ۱۳۹۸ وی به اتهام فیلمبرداری از اعتراضات پس از اعلام علت سقوط هواپیمای اوکراینی در جنب دانشگاه امیرکبیر از سوی نیروهای انتظامی برای چند ساعت بازداشت شد.